# Ceratophora tennentii
Ceratophora tennentii är en ödleart som beskrevs av  Günther 1861. Ceratophora tennentii ingår i släktet Ceratophora och familjen agamer. IUCN kategoriserar arten globalt som starkt hotad. Inga underarter finns listade i Catalogue of Life.
Arten kännetecknas av en utväxt över munnen som liknar ett blad och som är täckt med fjäll. Hannar har en större utväxt än honor. Hannar har även en kam på nacken och på främre ryggen som de lyfter under parningsleken. Ödlan liknar en kameleont i utseende. Den har vanligen en kroppsfärg som utgör ett kamouflage.
Ceratophora tennentii förekommer i bergstrakter på Sri Lanka. Den lever i tropiska molnskogar i bergstrakter mellan 900 och 1200 meter över havet. Arten vistas främst i växtligheten och den jagar insekter.